# Raïon d'Ibresi
Le raïon d'Ibresi (en russe : Ибресинский район ; en tchouvache : Йĕпреç районĕ) ou raïon Ibresinski est l'un des 21 raïons de la république de Tchouvachie, en Russie. Son centre administratif est Ibresi (de).

## Histoire
Le raïon a été fondé le 5 septembre 1944.

## Population
| Année      | 1993   | 1997   | 2001   | 2002   | 2005   | 2009   | 2010   |
| ---------- | ------ | ------ | ------ | ------ | ------ | ------ | ------ |
| Population | 29 200 | 17 300 | 28 500 | 28 500 | 28 377 | 28 100 | 28 800 |

Le deuxième centre urbain est Bouïnsk.